# Фашист (пейоратив)
«Фаши́ст», «фаши́зм» — пейоратив, уничижительное или оскорбительное слово в отношении широкого круга людей, политических движений, правительств и учреждений. Политические комментаторы как левых, так и правых взглядов обвиняли своих оппонентов в том, что они являются фашистами, начиная с периода появления фашизма в Европе в 1920-х годах. В 1928 году Коммунистический интернационал называл своих социал-демократических оппонентов «социал-фашистами», в то время как сами социал-демократы, а также некоторые партии правого толка обвиняли коммунистов в том, что они стали «фашистами» под руководством Иосифа Сталина. В свете пакта Молотова-Риббентропа 18 сентября 1939 года New York Times заявила, что «гитлеризм — это коричневый коммунизм, сталинизм — это красный фашизм». В 1944 году антифашист и социалистический писатель Джордж Оруэлл писал в Tribune, что термин фашизм стал почти бессмысленным из-за его частого использования в качестве оскорбления по отношению к разным людям, и утверждал, что в Англии это слово стало синонимом слова «хулиган» (bully).
Во время Холодной войны Советский Союз рассматривался его бывшими союзниками как тоталитарное государство, наряду с нацистской Германией, с целью превратить предвоенный антифашизм в послевоенный антикоммунизм, в результате чего дебаты вокруг сравнения нацизма и сталинизма усилились. Обе стороны в Холодной войне использовали оскорбления «фашист» и «фашизм» по отношению друг к другу. В Советском Союзе они использовались для характеристики антисоветского активизма, а Восточная Германия официально называла Берлинскую стену «антифашистской защитной стеной». В странах Восточного блока термин «антифашист» стал синонимом сторонника коммунистической государственно-партийной линии и борьбы с инакомыслящими и против западного мира. В Соединённых Штатах первые сторонники агрессивной внешней политики и внутренних антикоммунистических мер в 1940-х и 1950-х годах называли Советский Союз фашистским и заявляли, что он представляет ту же угрозу, что и страны Оси во время Второй мировой войны. Обвинение в том, что враг является фашистом, подразумевает, что с ним нельзя вести переговоры и стремиться к компромиссу, поскольку такой враг всегда будет действовать подобно Адольфу Гитлеру или нацистской Германии в 1930-х годах.
В СССР в эпоху «застоя» «новым фашизмом» и расизмом был объявлен отождествлённый с еврейством сионизм. С 1963—1964 годов советский дискурс пускает в ход двойное отождествление: «сионизм=расизм» и «сионизм=фашизм/нацизм», что использовалось в качестве дополнительных аргументов для продвижения позиции, согласно которой сионизм является преступлением. В советском дискурсе была создана антисемитская теория заговора, предполагающая существование тайного союза империалистических сил, объединяющего «иудаистских реакционных клерикалов», сионистские организации и «фашистские» (в сталинской терминологии) режимы, в особенности нацистские и расистские круги; сионизм рассматривается как главный претендент на мировое господство.
Советские отождествления сионизма с расизмом, фашизмом и нацизмом сыграли значительную роль в идейном оснащении арабского терроризма и исламизма, а также леволиберальных идеологий и нового антисемитизма. Отождествление сионизма с нацизмом используется некоторыми европейскими кругами для преодоления ответственности за Катастрофу.